# 홍영철 (시인)
홍영철(1955년 9월 12일 ~ )은 대한민국의 시인이다. 대구광역시에서 태어나 계명대학교 국문과를 졸업했으며, 1978년 매일신문 신춘문예와 문학사상 신인 발굴에 각각 시가가 당선되어 등단하였다.

## 주요 작품
- 시집
  - 《작아지는 너에게》
  - 《너는 왜 열리지 않느냐》
  - 《가슴속을 누가 걸어가고 있다》 (문학과 지성사)

## 수상
- 2012년 불교문예작품상 (시 '파가니니를 위하여')[1]